# Mare aux Songes
Mare aux Songes (en inglés: Mare aux Songes swamp) es un pantano con un depósito de sedimentos situado cerca del mar en el sureste de la nación africana e insular de Mauricio. Muchos subfósiles de animales extintos recientemente se han acumulado en el pantano, que fue una vez un lago, y los primeros restos de subfósiles de dodos fueron encontrados allí.
En 1865 un maestro de escuela del gobierno en Mahébourg, George Clark, finalmente encontró abundantes huesos de subfósiles de Dodo en el pantano de la Mare aux Songes en el sur de Mauricio, después de buscar durante treinta años, habiendo sido inspirado por la monografía Strickland & Melville sobre las aves.